# Tobias Mohr
Tobias Mohr (* 24. August 1995 in Aachen) ist ein deutscher Fußballspieler. Der Defensivspieler steht beim Standard Lüttich unter Vertrag.

## Karriere
Mohr begann seine Laufbahn bei Borussia Brand, ehe er 2006 in die Jugendabteilung von Alemannia Aachen wechselte. Hier durchlief er die restlichen Jugendmannschaften. In der Saison 2013/2014 spielte er erstmals für die 2. Mannschaft der Alemannia in der Mittelrheinliga.
Nur eine Saison später, 2014/2015, schaffte er den Sprung in die 1. Mannschaft. Insgesamt spielte der Defensivspieler vier Jahre lang in der Regionalliga West für die Alemannia. Die größten Erfolge waren die Vizemeisterschaft 2014/2015 sowie der Einzug ins Finale des Mittelrheinpokals im Jahr 2018. Wettbewerbsübergreifend kam er auf 86 Einsätze und 5 Tore für Aachen.
Im Juni 2018 wurde Mohrs Wechsel zur SpVgg Greuther Fürth bekanntgegeben, er unterschrieb einen Vertrag bis 2020. Zunächst spielte er für die 2. Mannschaft in der Regionalliga Bayern. Am 4. August 2018 kam er zu seinem Debüt in der 2. Bundesliga und kam in eineinhalb Jahren zu 38 Pflichtspieleinsätzen (fünf Tore, neun Vorlagen). Die Rückrunde in der 2. Fußball-Bundesliga 2018/19 verpasste Mohr aufgrund einer Knieverletzung.
In der Winterpause der Saison 2019/20 verkaufte die SpVgg Mohr an den Ligakonkurrenten 1. FC Heidenheim, wo er einen bis Juni 2023 gültigen Vertrag erhielt. Dort stieg er schnell zum Stammspieler auf und absolvierte insgesamt 78 Pflichtspiele, in denen er elf Mal traf.
Im Sommer 2022 wurde Mohr vom Erstliga-Aufsteiger FC Schalke 04 mit einem Vertrag über drei Spielzeiten verpflichtet. Im Sommer 2025 wird er den Verein verlassen.

## Sonstiges
Tobias Mohr ist Neffe des ehemaligen Fußballspielers Jürgen Mohr (* 1958), der in der 1. und 2. Bundesliga für diverse Vereine aktiv war.